# Karate na Igrzyskach Śródziemnomorskich 2005
Karate na Igrzyskach Śródziemnomorskich 2005 odbywało się w dniach 25–26 czerwca 2005 roku. Zawodnicy obojga płci rywalizowali łącznie w trzynastu konkurencjach w Pabellón Municipal Rafael Florido.

## Podsumowanie

### Klasyfikacja medalowa
| Klasyfikacja medalowa | Klasyfikacja medalowa | Klasyfikacja medalowa | Klasyfikacja medalowa | Klasyfikacja medalowa | Klasyfikacja medalowa |
| Miejsce               | Państwo               | Złoto                 | Srebro                | Brąz                  | Razem                 |
| --------------------- | --------------------- | --------------------- | --------------------- | --------------------- | --------------------- |
| 1                     | Włochy                | 4                     | 0                     | 2                     | 6                     |
| 2                     | Hiszpania             | 2                     | 6                     | 3                     | 11                    |
| 3                     | Egipt                 | 2                     | 0                     | 1                     | 3                     |
| 4                     | Serbia                | 1                     | 2                     | 0                     | 3                     |
| 5                     | Turcja                | 1                     | 1                     | 5                     | 7                     |
| 6                     | Francja               | 1                     | 1                     | 4                     | 6                     |
| 7                     | Bośnia i Hercegowina  | 1                     | 1                     | 1                     | 3                     |
| 8                     | Tunezja               | 1                     | 0                     | 4                     | 5                     |
| 9                     | Algieria              | 0                     | 1                     | 2                     | 3                     |
| 10                    | Chorwacja             | 0                     | 1                     | 0                     | 1                     |
| 11                    | Grecja                | 0                     | 0                     | 3                     | 3                     |
| 12                    | Słowenia              | 0                     | 0                     | 1                     | 1                     |
| Razem                 | Razem                 | 13                    | 13                    | 26                    | 52                    |

### Medaliści
| Konkurencja   | 1. miejsce         | 2. miejsce                | 3. miejsce                               |           |           |           |
| Mężczyźni     | Mężczyźni          | Mężczyźni                 | Mężczyźni                                | Mężczyźni | Mężczyźni | Mężczyźni |
| ------------- | ------------------ | ------------------------- | ---------------------------------------- | --------- | --------- | --------- |
| do 60 kg      | Montassar Tabben   | David Camacho             | Şevket Baştürk Davy Dona                 |           |           |           |
| do 65 kg      | Ciro Massa         | Antonio Sánchez           | Mehdi Alloune Hassib Kanoun              |           |           |           |
| do 70 kg      | Mohamed El Shemy   | Oscar Martins             | Giuseppe Di Domenico Koceila Hamadini    |           |           |           |
| do 75 kg      | Olivier Beaudry    | Adnan Hadzic              | Konstantinos Papadopoulos Yacine Gouri   |           |           |           |
| do 80 kg      | Ivan Reglero       | Miloš Živković            | Mohamed Hammouda Zeynel Çelik            |           |           |           |
| powyżej 80 kg | Stefano Maniscalco | Almir Cecunjanin          | Guzman Martinez Spyridon Margaritopoulos |           |           |           |
| Open          | Stefano Maniscalco | Yann Baillon              | Mohamed El Hamid Yusuf Başer             |           |           |           |
| Kobiety       |                    |                           |                                          |           |           |           |
| do 50 kg      | Heba Aly           | Natalia García            | Vildan Doğan Vanessa Ruiz                |           |           |           |
| do 55 kg      | Selene Guglielmi   | Ilhem Eldjon              | Estefania García Teja Savor              |           |           |           |
| do 60 kg      | Snežana Perić      | Petra Narandja            | Noelia Fernández Rafika Dakhlaoui        |           |           |           |
| do 65 kg      | Arnela Odžaković   | Gloria Casanova Rodriguez | Alexia Karypidou Gülcihan Ustaoğlu       |           |           |           |
| powyżej 65 kg | Cristina Feo Gomez | Yıldız Aras               | Emmeline Mottet Greta Vitelli            |           |           |           |
| Open          | Yıldız Aras        | Gloria Casanova Rodriguez | Rafika Dakhlaoui Merima Softić           |           |           |           |